# 콰시아노스테오사우루스
콰시아노스테오사우루스(학명:Quasianosteosaurus vikinghoegdai)는 어룡목에 이치토사우루스과에 속하는 어룡이다. 지금은 멸종된 종으로서 전체적인 몸길이가 4~6m인 거대한 어룡에 속한다.

## 특징
콰시아노스테오사우루스(Quasianosteosaurus)는 노르웨이 스발바르 군도의 스피츠베르겐의 후기 트라이아스기(Early Triaghi, 후기 올레네키아기)에서 알려진 바살 어룡의 멸종된 속이다. 그것은 처음에 마이클 W. 메이쉬와 안드레아스 T에 의해 이름이 지어졌다. 2003년에 맷스케(Matzke)와 종류는 콰시아노스테오사우루스 바이킹회그다이(Quasianosteosaurus vikingho 총칭은 원래 뼈가 거의 없는 두개골의 거의 천연 주물인 홀타입의 보존과 관련하여 라틴어 준(Latin) 준(almost), 그리스 아노스테오스(Anost), 그리스 아노스테오스(bonless)와 사우로(sausros)에서 유래되었다. 구체적인 이름은 '바이킹호그다 산 바이킹'에서 따온 것으로 이 홀로타입이 발견된 곳이다. 콰시아노스테오사우루스는 홀형 MNHN Nr. SVT 331에서만 알려져 있는데, 이 두개골은 부분적인 3차원 보존 두개골이며 주둥이와 궤도 및 후두부로 구성되어 있다. 이 두개골은 지금까지 알려진 얼리 트라이아스기 어룡 두개골 중 가장 큰 것으로 추정되며 두개골 길이는 50cm(20인치)로 추정된다. 그것은 사센달렌 산 바이킹에 있는 사센달렌 그룹 스티키 키프 형성(스페인 변전소)의 가장 낮은 그리피아 니보로부터 수집되었다. 마이슈&마츠케(2003)가 실시한 계통발생학 분석 결과로는 화이소룡과의 자매 타손인 기초 어류공룡으로 밝혀졌다. 양턱에는 총 15~25개의 삼각형 모양을 가진 날카로운 이빨들이 줄지어 나 있다. 먹이로는 당대에 서식했던 물고기, 갑각류 등을 주로 섭이했을 육식성의 포식자로 추정되는 종이다.

## 생존시기와 서식지와 화석의 발견
콰시아노사우루스가 생존했던 시기는 중생대의 트라이아스기 후기로서 지금으로부터 2억년전~1억 8000만년전에 생존했었던 종이다. 생존했었던 시기에는 유럽을 중심으로 하는 대서양과 지중해에서 주로 서식했었던 어룡이다. 화석의 발견은 2003년에 유럽의 트라이아스기에 형성된 지층에서 노르웨이의 고생물학자인 마이클 W. 메이쉬와 안드레아스 T에 의해 처음으로 화석이 발견되어 새롭게 명명된 종이다.

## 같이 보기
- 파충류
- 중생대
- 트라이아스기
- 어룡
- 화석